# Adminer
Adminer (колишній phpMinAdmin) — це легкий інструмент адміністрування MySQL, PostgreSQL, SQLite, MS SQL і Oracle. Проект народився як «полегшений» варіант phpMyAdmin.  Розповсюджується на умовах ліцензії Apache у формі одиночного PHP-файла розміром близько 280 KiB (для попередньої версії - 180), який є результатом компіляції сирцевих .php і .js файлів за допомогою спеціального PHP-скрипту. Перша версія Adminer була випущена 25 липня 2007 року.  Незважаючи на свою легковаговість цей скрипт підтримує практично всі можливості phpMyAdmin/phpPgAdmin та інших аналогічних інструментів.

## Можливості Adminer
- Базові функції: вибір бази даних, вибір та редагування її таблиць, перегляд і редагування їхнього вмісту
- Пошук і сортування по вмісту декількох колонок таблиці
- Редагування таких об'єктів як: представлення, тригери, події, збережені процедури, процеси, змінні mysql, права доступу користувачів
- Текстове поле для введення довільних SQL виразів з підтримкою історії команд
- Підсвічування SQL-синтаксису
- Експорт баз даних і їхніх таблиць
- Зручний інтерфейс користувача (активно використовує JavaScript)
- Перемикання мови інтерфейсу (англійська, українська, чеська, словацька, німецька, іспанська, данська, французька, італійська, естонська, угорська, китайська, японська, тамілска та інші)
- Візуальний редактор ER схем БД
- Захист від злому через XSS, CSRF, SQL ін'єкції, викрадення сесій ...
- Виведення валідних XHTML 1.1 сторінок в кодуванні UTF-8

Також поставляється спеціальна, ще більш полегшена версія, скрипту Adminer Editor, призначена для роботи тільки з однією базою даних і орієнтована на вбудовування в адмін-частину динамічних сайтів і CMS.  Розмір «скомпільованого» editor.php — близько 100 KiB.

## Виноски
1. ↑  Vrána, Jakub (August 2009), Architecture of Adminer, php|architect, 8 (8): 34—40

## Дивись також
- phpMyAdmin
- phpPgAdmin
- SQL Buddy
- HeidiSQL